# 斯蒂恩·斯科夫高
斯蒂恩·斯科夫高（丹麥語：Steen Skovgaard，1950年—），是一名丹麥已退役男子羽球運動員，專門從事雙打比賽，並從1970年代中期到1980年代初期獲得了多項男子雙打和混合雙打的國內外冠軍。
身材高大的斯蒂恩·斯科夫高在1977年IBF世界錦標賽中與麗娜·科彭一起贏得混合雙打金牌，兩人在決賽中以15-12、18-17擊敗了德瑞克·塔爾博特和吉莉安·吉爾克斯。他們還在1980年國際羽聯世界錦標賽上獲得銅牌。
在歐洲羽毛球錦標賽上，他們在1976年和1978年贏得了兩枚銀牌。1980年，斯蒂恩·斯科夫高與弗來明·戴夫斯贏得男子雙打銅牌；1982年又與妻子安妮·斯科夫高獲得混合雙打銅牌。